# S-글루타티오닐화
S-글루타티오닐화(영어: S-glutathionylation)는 대부분의 세포에서 가장 풍부하고 중요한 저분자량 싸이올인 글루타티온을 첨가하는, 단백질의 시스테인 잔기에 대한 번역 후 변형의 일종이다.
단백질에 대한 S-글루타티오닐화는 다음의 과정에 관여한다.
- 산화 스트레스[1]
- 질소화 스트레스[1]
- 단백질 싸이올의 비가역적 산화 방지[1]
- 단백질의 기능을 조절하여 세포 신호전달 경로를 조절[1]

## 같이 보기
- 번역 후 변형